# Egetmann

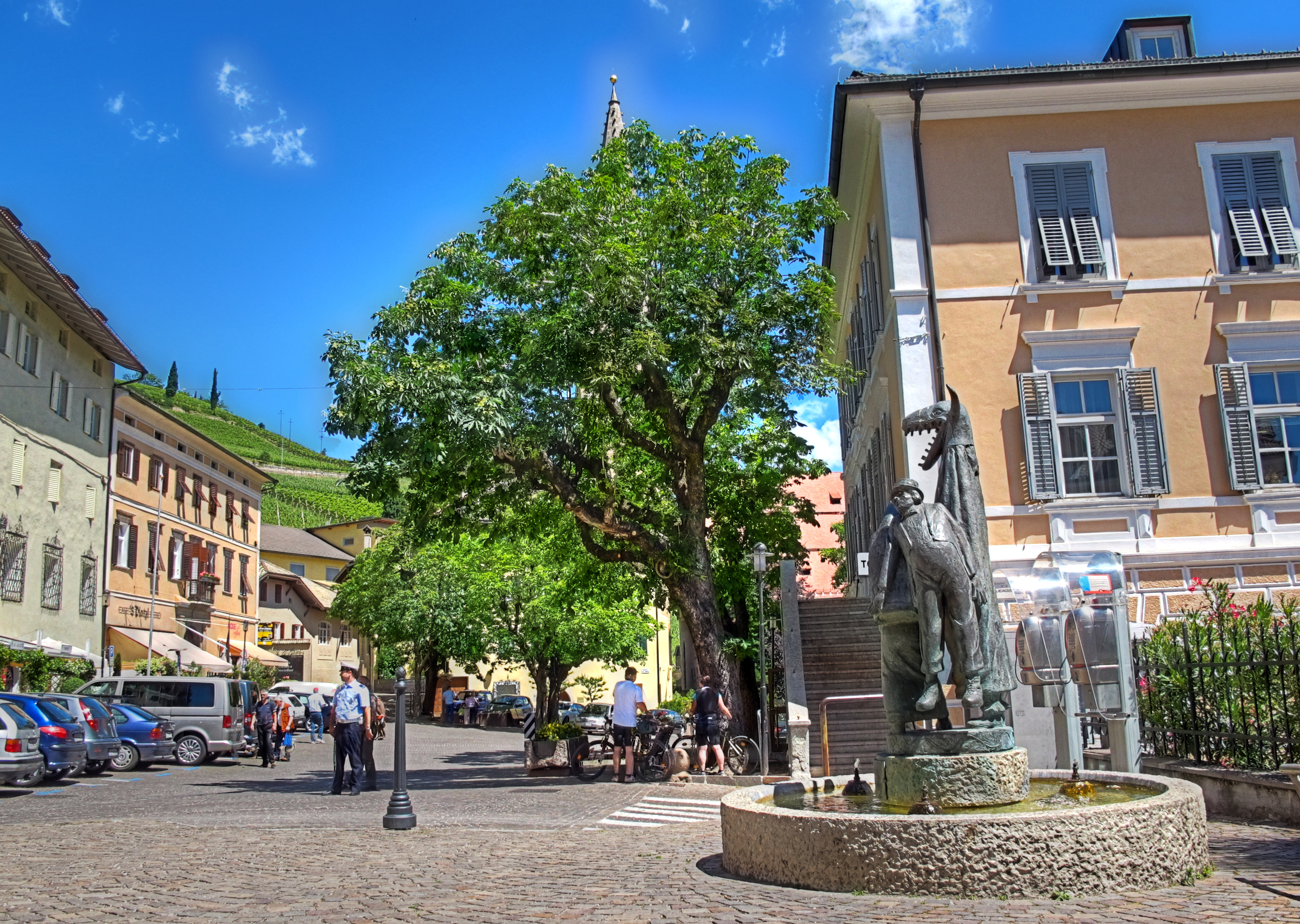
La fontana di Termeno dedicata alla figura dellEgetmann

L'Egetmann è una sfilata di carnevale tipica nell'area geografica dell'Oltradige-Bassa Atesina in Alto Adige, particolarmente sentita nel paese di Termeno sulla Strada del Vino. Essa si svolge nel giorno di martedì grasso negli anni dispari. La prima traccia risale al 1591.

## Descrizione
La sfilata viene aperta da un trombettiere cui seguono contadini a cavallo, altri con le fruste (Ausschnöller) e alcuni stradini con l'importante compito di tener pulita e libera la strada da percorrere. Di seguito, ognuno sul proprio carro, si presentano contadini, braccianti agricoli, poveri, zingari, ricchi, sarti, pescatori, ecc., con un carro che simbolicamente rappresenta le sementi.
Figura centrale della sfilata è Egetmann Hansl, un pupazzo di paglia che la inizia, accompagnato dalla sposa. Tradizionalmente solo gli uomini possono partecipare a tale sfilata, per cui la sposa è in realtà un uomo travestito.
La sfilata rappresenta quindi l'annuncio al paese delle loro felici nozze. Accanto alla coppia vi è anche un servo.
Dopo la coppia, fanno seguito i loro consiglieri, gli uomini del potere, tutti indossando eleganti giacche nere, cilindro in testa e guanti bianchi, portando ognuno di loro oggetti simbolici, come il registro del protocollo, la scala, l'ombrello e due candelieri.
La sfilata si svolge lungo le strade cittadine e si arresta nei pressi delle fontane, dove il consigliere con l'ombrello sale su di una scala e aprendolo legge la proposta di matrimonio di Egetmann coadiuvato da altri due consiglieri (quelli con i candelieri).
Nel corteo non manca certo la figura del Wilder Mann (l'uomo selvaggio) che rappresenta un antico demone. Egli è l'unico personaggio della sfilata ad avere una maschera (si pensa in realtà che ogni personaggio ne avesse una nel passato) da coniglio ricoperto da edera e stracci. Egli è accompagnato dal cacciatore, che a fine parata lo uccide; questa immagine rappresenta il termine della stagione invernale (la morte del selvaggio) e l'inizio della stagione calda (il cacciatore).
Altra figura sono le Schnappviecher o Wudelen, coccodrilli senza orecchie ma con un'enorme e alta testa pelosa con corna, che mediante il movimento della bocca vanno in giro spaventando la popolazione lungo le vie cittadine; spesso per tale figura viene utilizzato un gruppo di persone. Il personaggio è sempre accompagnato dal macellaio che ad ogni arresto presso le fontane ne uccide uno. Sono anche presenti altre maschere del tipo dell'uomo selvatico e dell'orso.
Due figure non possono mai mancare, Burgl e Burgltreiber, entrambi con mani e guance scure dalla fuliggine. La prima figura rappresenta la donna Burgl che porta il suo bambino in una gerla sulle spalle assieme a delle catene e campanelli per far sì che la gente la senta passare. La seconda figura rappresenta invece l'uomo Burgltreiber, il quale utilizza un bastone per picchiare la donna. La sua etimologia trae origine dal verbo latino purgare, ovvero pulire, rimuovere; da qui il significato di queste due particolari figure che rappresentano la caccia agli spiriti maligni invernali.
Altra caratteristica di questa sfilata di carnevale sono le anziane presenti sul carro denominato Altweiber-Mühle che chiudono il percorso. Probabilmente queste figure traggono origine da un vecchio mulino nell'area di Vipiteno. Tale mulino è alto 2-3 metri ed è dotato di una corda dove le anziane vengono issate e gettate nel mulino da dove però esce una giovane donna.

## Storia
L'Egetmann, durante il Ventennio fascista, fu vietato, nel contesto della campagna di italianizzazione dell'Alto Adige e del divieto delle usanze sudtirolesi. Solo nel febbraio 1941, nel contesto delle Opzioni in Alto Adige, fu permessa una rappresentazione, ritenuta comunque l'ultima, per poterla far registrare da una troupe cinematografica dell'Ahnenerbe nazista. Ne è testimonianza una fotografia storica che ritrae il prefetto di Trento Italo Foschi (allora Termeno era aggregata alla Provincia di Trento), l'Obersturmbannführer delle SS Wilhelm Luig e il segretario generale dell'Ahnenerbe Wolfram Sievers che assistono allo spettacolo.